# أحمد سليمان (لاعب كرة قدم)
أحمد سليمان (مواليد 29 أغسطس 1987)، لاعب كرة قدم إماراتي يجيد اللعب في الدفاع في النادي العربي.

## مسيرة اللاعب
لعب سابقاً مع نادي اتحاد كلباء ونادي الظفرة ونادي الشباب و تم إيقافه في عام 2016 لمدة 4 سنوات بسبب المنشطات و في صيف 2020 وقع مع نادي البطائح و لعب بعدها مع نادي حتا ونادي يونايتد والنادي العربي.

## روابط خارجية
- أحمد سليمان على موقع Soccerway.com (الإنجليزية)